# 國前寺
國前寺（こくぜんじ）は、広島県広島市東区山根町にある日蓮宗本山（由緒寺院）の寺院。すぐそばに尾長天満宮がある。

## 沿革
尾長山（二葉山）麓で庵を営んでいた暁忍が日像に師事、1340年（暦応3年）「暁忍寺」として開山した。
1656年（明暦2年）、広島藩浅野家2代藩主浅野光晟正室の満姫（加賀藩主前田利常の三女）の帰依により浅野家の菩提寺となり、現名の「國前寺」に改名した。その後本堂は満姫が、その他諸堂は光晟が建立し直した。1692年（元禄5年）、不受不施派禁圧により寺領を没収された。この際浅野家は天台宗に改宗し牛田の日通寺に菩提寺を変えている。
1945年（昭和20年）8月6日広島市への原子爆弾投下により被爆。ここは爆心地から約2.60kmに位置した。爆風により建物は北東方向に傾いたが倒壊は免れた。ここの南には東練兵場が広がっており、被爆者が数多く避難してきた。翌7日から境内に大日本帝国海軍による救護所が設けられ特に重傷者を中心に運び込まれ、呉鎮守府派遣の医療班や近隣地域の民間医師団など様々な医師が活躍した。9日には被爆地救援に当たる宇品の船舶司令部麾下の陸軍船舶兵（暁部隊）の一隊が拠点をおいた。
戦後は部分的な修理が行われていたが痛みが進行したため、1988年（昭和63年）からまず庫裏を3年かけて修理、2001年（平成13年）から本堂を5年かけて修理した。
現住は39世・疋田日量（英親）貫首。

## 文化財
1993年（平成5年）12月9日に本堂と庫裏が国の重要文化財に指定された。双方とも広島藩の城大工による建築で、一般的な寺社建築ではなく城郭建築の手法が用いられているのが特徴。
また同1993年には市により現存する被爆建物リストに登録された。1995年（平成7年）山門および参道を構成する境内は市の重要有形文化財に指定されている。

### 重要文化財（国指定）
- 本堂 - 二重屋根の寄棟造、向拝は唐破風造りで、1671年（寛文11年）建立。錣屋根の仏間が背面に出ている。前の4基の石灯籠も本堂と同年に建てられたもの。
- 庫裏 - 錣屋根の切妻造。棟札が残っていないため建立年はわからないが材料や建築方法が本堂と似ていることから、本堂と同時期あるいは少し前に建立されたと考えられている。

### 広島市指定文化財
- 山門 - 両脇に仁王がある山門は、1840年（天保11年）建立。
- 鐘楼は、1906年（明治39年）に再建されたもの。

### その他
- 寺宝として、国内唯一である鳩摩羅什の木像や、稲生物怪録に登場する平太郎（稲生武太夫）が魔王山本五郎左衛門からもらった木槌が現存している。

## 旧末寺
日蓮宗は昭和16年に本末を解体したため、現在では、旧本山、旧末寺と呼びならわしている。
- 佛性山実相寺（千葉県香取市苅毛）
- 広栄山法雲寺（東京都渋谷区広尾）
- 大乗山薬王寺（神奈川県鎌倉市扇ガ谷）
- 日妙山法華寺（富山県富山市梅沢町）
- 寿正山妙栄寺（広島県三次市三次町）
- 圓教山得城寺（長崎県長崎市神浦江川町）

## 交通
- JR広島駅下車、徒歩で14分

## 脚註
1. ↑  疋田英漣・疋田英華二人の息子を持ち、妻は宝塚歌劇団花組出身の疋田愛子。次男・英華は師父の英親の影響を受け、2010年（平成22年）に世界三大荒行とも言われている日蓮宗大荒行堂へ入行し2011年（平成23年）2月10日に成満。2月12日に帰山式が行われた。また2014年（平成26年）11月に再行として入行し2015年（平成27年）2月10日成満。2月14日に帰山式が行われた。
2. ↑  “広島市の文化財(1)　有形文化財：建造物”.   広島市. 2024年11月9日閲覧。
3. ↑  公式
4. ↑  日本すきま漫遊記